# Gau Hessen-Nassau
Gau Hessen-Nassau – prowincja (Gau) III Rzeszy w latach 1933–1945. Powstała w wyniku połączenia dwóch odrębnych prowincji obejmujących Ludową Republikę Hesji (znaną również jako Hesja-Darmstadt) i południowe części pruskiej prowincji Hesja-Nassau, które w latach 1927–1933 stanowiły regionalne poddziały partii nazistowskiej na tych terenach.

## Historia
System (nazistowskich) prowincji został pierwotnie ustanowiony na konferencji partyjnej 22 maja 1926 r. w celu usprawnienia administracji strukturą partyjną. Od 1933 r., po przejęciu władzy przez nazistów (nazistowskie) prowincje coraz częściej zastępowały niemieckie kraje związkowe jako jednostki administracyjne w Niemczech.
Na czele każdej (nazistowskiej) prowincji stał Gauleiter, stanowisko, które stawało się coraz bardziej wpływowe, zwłaszcza po wybuchu II wojny światowej, z niewielką ingerencją z góry. Lokalni Gauleiterzy często zajmowali stanowiska rządowe, jak i partyjne i byli odpowiedzialni między innymi za propagandę i nadzór, a od września 1944 r. także za Volkssturm i obronę prowincji.
Stanowisko Gauleitera w Hesji-Nassau piastował Jakob Sprenger przez całą historię prowincji. Sprenger i jego żona popełnili samobójstwo w Tyrolu 7 maja 1945 r., gdzie się ukrywali.

## Podział administracyjny
Prowincja Hesja-Nassau dzieliła się na 27 okręgów:
- Alsfeld-Lauterbach
- Alzey
- Bergstraße
- Biedenkopf-Dillenburg
- Bingen
- Büdingen
- Darmstadt
- Friedberg
- Gelnhausen
- Gießen
- Groß-Frankfurt – siedziba prowincji
- Groß-Gerau
- Hanau
- Limburg-Unterlahn
- Main-Obertaunus
- Mainz
- Ober-Westerwald
- Oberlahn-Usingen
- Odenwald
- Offenbach
- Rheingau-Sankt Goarshausen
- Schlüchtern
- Unter-Westerwald
- Untertaunus
- Wetzlar
- Wiesbaden
- Wormacja